# Пророк Йоіл (Мікеланджело)
«Пророк Йоіл» (італ. Gioele) — фреска Мікеланджело Буонарроті на стелі Сикстинської капели (Ватикан), створена ним протягом 1508–1512 років. Фреска зображає одного із «малих» біблійних пророків — Йоіла[а].

## Опис
Фреска із пророком розміщена справа від входу і від фрески «Пророк Захарія», навпроти дев'ятої сцени «Сп'яніння Ноя» та «Дельфійської сивіли». Пророка зображено заглибленим у читання сувою, його обличчя випромінює мудрість та зосередженість:
|  | (…) тримає папір, читаючи його сумлінно, з захопленням. На обличчі пророка видно, що йому подобається те, що він написав; він — немов жива людина, яка щось напружено обмірковує. |

Ангел за його лівим плечем тримає під рукою книгу і показує щось ангелу, що ледь видніється за правим плечем пророка, і теж тримає якусь книгу у руках.

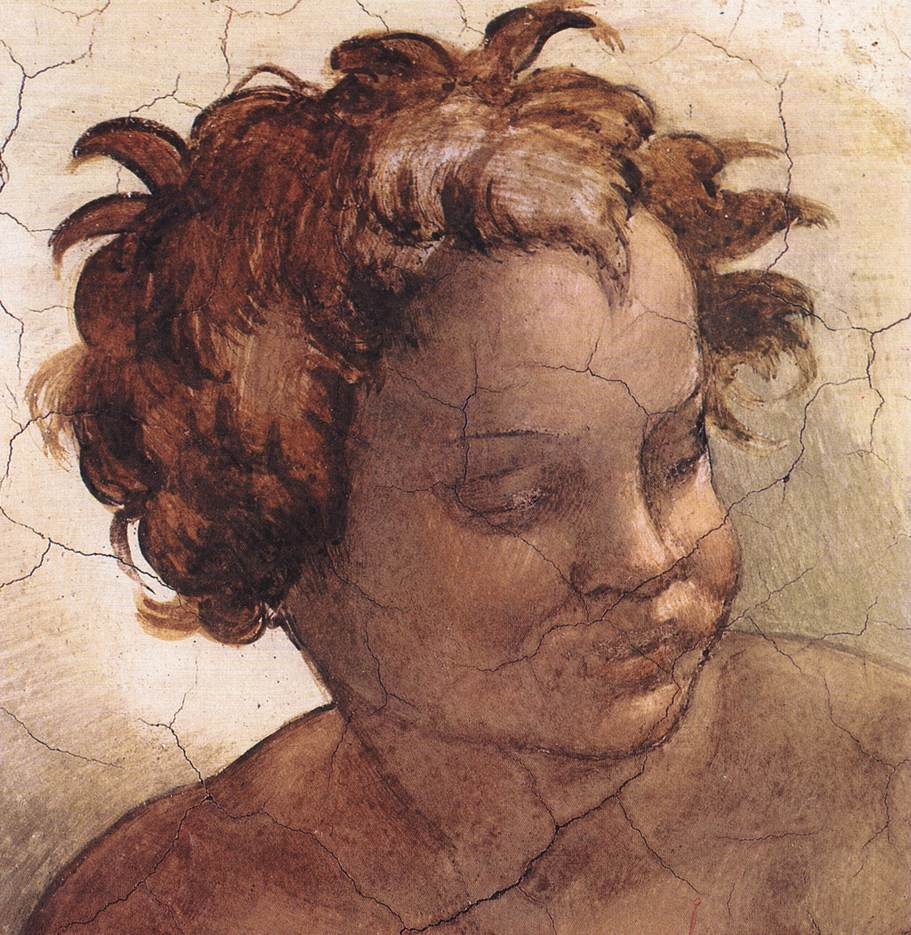
Деталь
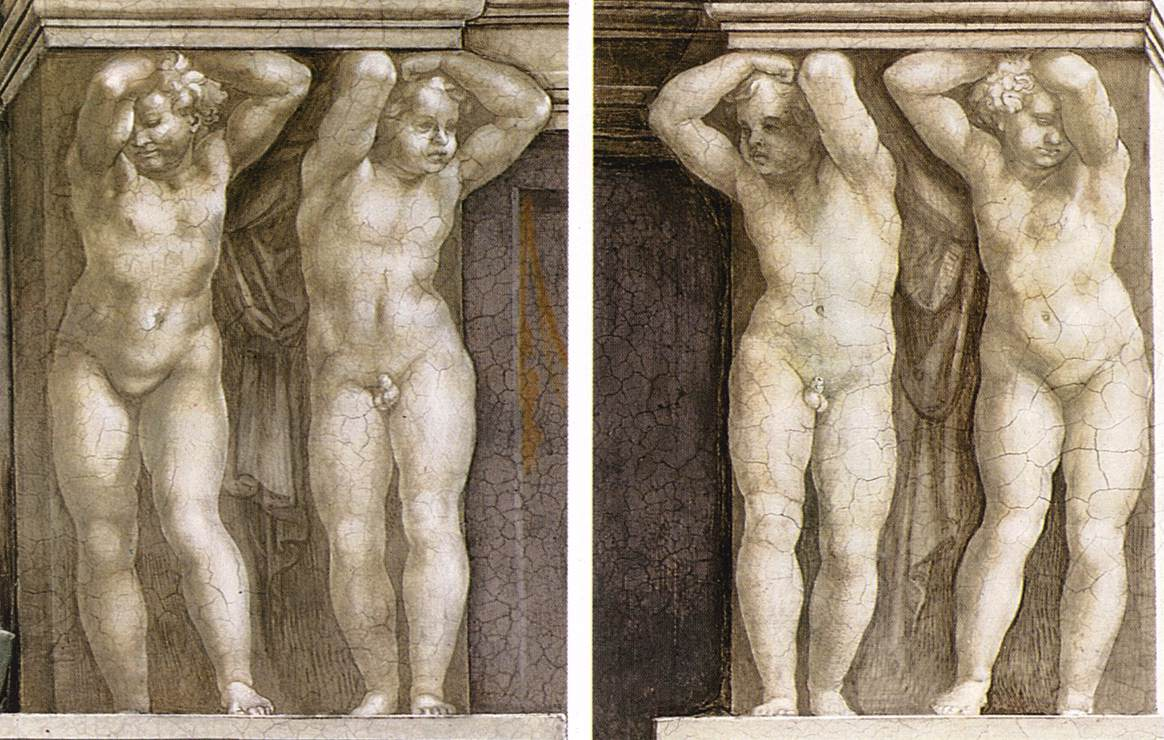
«Путті»
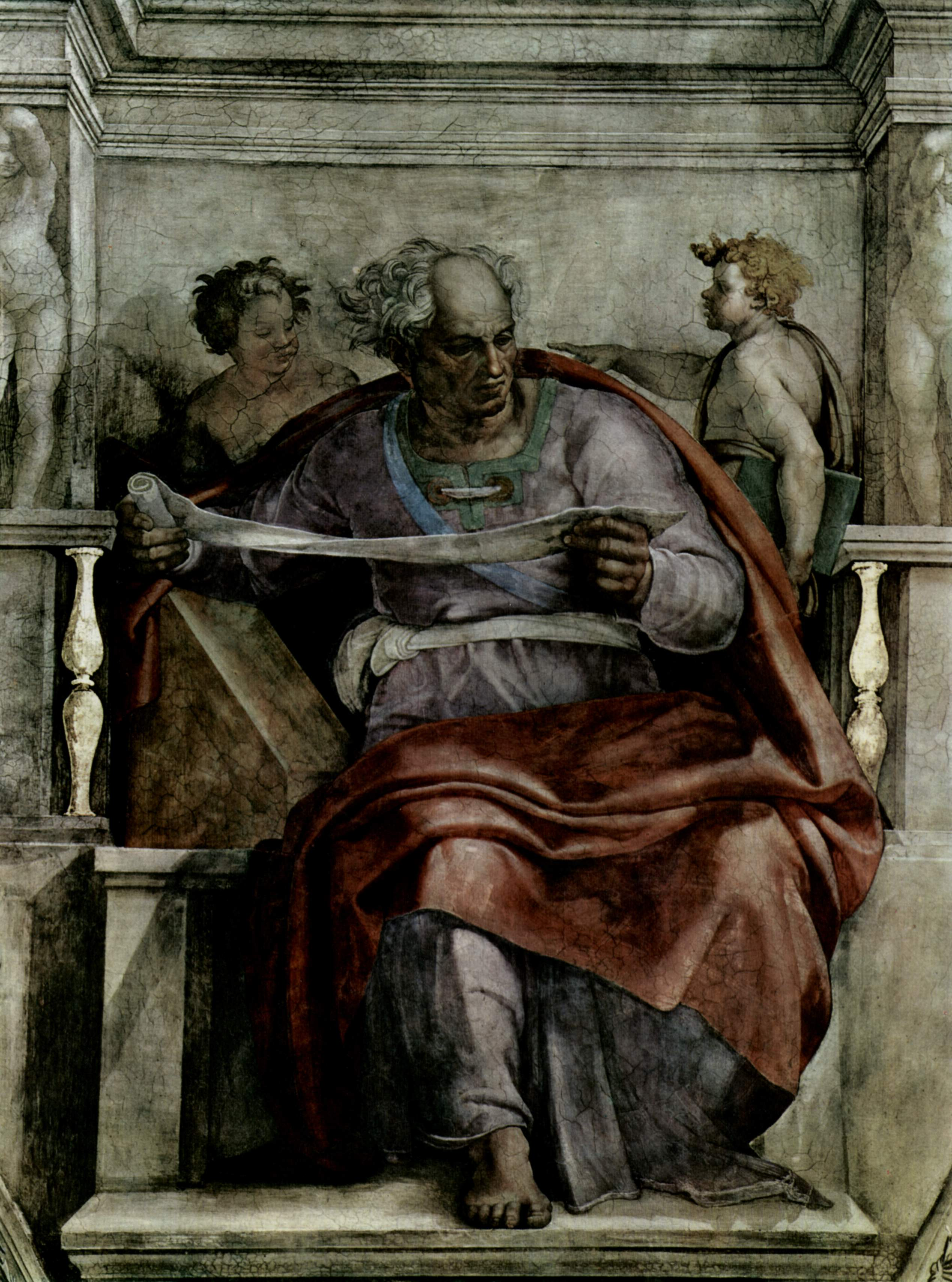
До реставрації

## Виноски
1. ↑  Вазарі, 1970, с. 334.